# بلو جی (کالیفرنیا)
بلو جی (به انگلیسی: Blue Jay) یک منطقهٔ مسکونی در ایالات متحده آمریکا است که در شهرستان سن برناردینو، کالیفرنیا واقع شده‌است. بلو جی ۱٬۵۸۵٫۸۹ متر بالاتر از سطح دریا واقع شده‌است.